# 头屯河
头屯河是中国新疆维吾尔自治区境内的一条内流河，发源于天山山脉，流入青格达湖，全长190公里。
途经昌吉州和乌鲁木齐市，沿岸分属昌吉州、乌鲁木齐市和新疆生产建设兵团第十二师管辖。近年来，因工业废水排放造成的水污染，被称为“头疼河”。